# Robert Timmermeister
Robert Timmermeister (* 9. April 2003 in Georgsmarienhütte) ist ein deutscher Handballspieler auf der Rückraum-links-Position, der für den Bundesligisten Rhein-Neckar Löwen spielt.

## Karriere

### Im Verein
Robert Timmermeister begann mit dem Handball 2012 im Alter von neun Jahren in der E-Jugend beim TV Bissendorf-Holte (Landkreis Osnabrück), mit dem er 2018 in der C-Jugend Niedersächsischer Meister wurde. Im Juli 2019 wechselte er in seinem zweiten B-Jugend-Jahr (U17) in das Handball-Jugendinternat der Rhein-Neckar Löwen. In der Saison 2019/20 gewann die U17 der „Junglöwen“ die Oberliga Baden-Württemberg. Die Saison musste kurz vor Saisonende aufgrund der Corona-Pandemie abgebrochen werden und eine Deutsche Meisterschaft wurde daher nicht ausgetragen.
Die Pandemie beeinträchtigte auch die erste A-Jugend-(U19-)Saison 2020/21 in der Jugend-Handball-Bundesliga (JBLH), welche unterbrochen und verkürzt werden musste. Eine Finalrunde zur Deutschen A-Jugend-Meisterschaft fand aber wieder statt, in der die Junglöwen im Halbfinale gegen den TSV Bayer Dormagen ausschieden. In der ersten wieder vollständigen JBLH-Saison 2021/22 gewann Timmermeister mit den U19-Junglöwen die Deutsche A-Jugend-Meisterschaft im Finale gegen die Füchse Berlin. Außerdem spielte er in dieser Saison auch viele Einsätze bei den Rhein-Neckar-Löwen II und gewann mit der zweiten Mannschaft den Meistertitel in der 3. Liga, Staffel F.
Am 21. April 2022 stand Timmermeister beim Heimsieg gegen den TVB Stuttgart zum ersten Mal im Bundesliga-Kader der Rhein-Neckar Löwen. In der Saison 2022/23 startete er seine Weiterentwicklung in der zweiten Mannschaft, war aber ab November dauerhaft im Kader der Bundesligamannschaft und gewann mit dem Team im April 2023 den DHB-Pokal. Im Juni 2023 unterschrieb Timmermeister einen Dreijahresvertrag bei den Löwen, der eine Ausleihe an den dänischen Erstligisten KIF Kolding bis 2025 beinhaltete. Das Team belegte in der Meisterschaft den 12. Platz und konnte in der Abstiegsrunde den Klassenerhalt sicherstellen. Der Leihvertrag mit Kolding wurde 2024 vorzeitig beendet und er wurde für die Saison 2024/25 an den HBW Balingen-Weilstetten in die 2. Bundesliga ausgeliehen, wo das Team den vierten Platz erreichte. Timmermeister, der sich in den letzten Jahren zu einem Abwehrspezialisten entwickelt hatte, wurde in Balingen wieder verstärkt im Angriff eingesetzt und erzielte 88 Tore. Balingen erreichte in dieser Saison als erster Zweitligist seit 27 Jahren das Final-Four-Turnier im DHB-Pokal und erreichte dort den dritten Platz.
Nach den geplanten zwei Jahren Ausleihe kehrt Timmermeister ab Juli 2025 zum Bundesligakader der Rhein-Neckar Löwen zurück.

### In der Nationalmannschaft
Zu seinen ersten Einsätzen in der U21-Nationalmannschaft kam Robert Timmermeister im Oktober 2022 bei zwei Testspielen gegen den Vize-Europameister Portugal in Odemira. Die U21-Heim-WM verpasste er verletzungsbedingt, nachdem er sich bei den Testspielen als fester Bestandteil des Mittelblocks etabliert hatte.

## Erfolge
- 2020: Gewinner der Oberliga Baden-Württemberg mit der U17 der Rhein-Neckar Löwen
- 2022: Deutscher A-Jugend-Meister mit der U19 der Rhein-Neckar Löwen
- 2022: Meister in der 3. Bundesliga, Staffel F, mit den Rhein-Neckar Löwen II
- 2023: DHB-Pokal-Sieger mit den Rhein-Neckar-Löwen